# Sieboldsgang

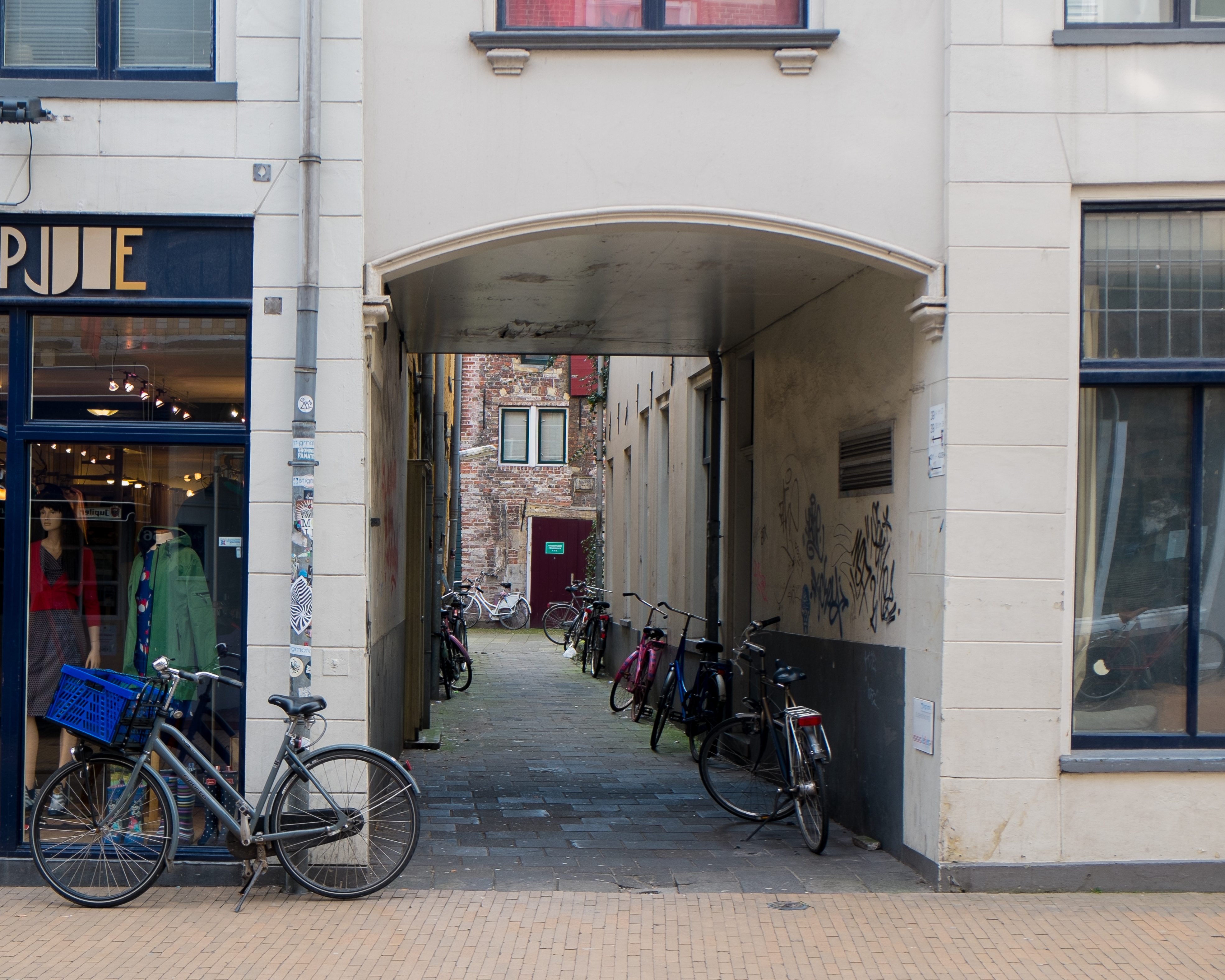
Sieboldsgang gezien vanaf de Gelkingestraat

De Sieboldsgang is een doodlopende gang aan westzijde van de Gelkingestraat in de Nederlandse stad Groningen. De gang is bereikbaar vanaf de Gelkingestraat door een poort tussen de huisnummers 39 en 41. De naam verwijst vermoedelijk van een van de mensen die ooit de gang hebben bewoond.
De gang is zichtbaar op de kaart van Haubois uit 1643 en liep toen ook al dood op de achtermuur van hetzelfde pakhuis dat er nu nog staat. In dit waarschijnlijk 16e-eeuwse bouwwerk (een rijksmonument) prijkt een cartouche met het jaartal 1557, het oudste jaartal in een gevelsteen in de stad. De muur van dit gebouw wordt gekenmerkt door verschillende soorten metselwerk, die verwijzen naar de verschillende verbouwingen die het pakhuis in de loop der tijd onderging. In 1821 was er een kuiper gevestigd. Tegenwoordig zijn appartementen in het pand gehuisvest.

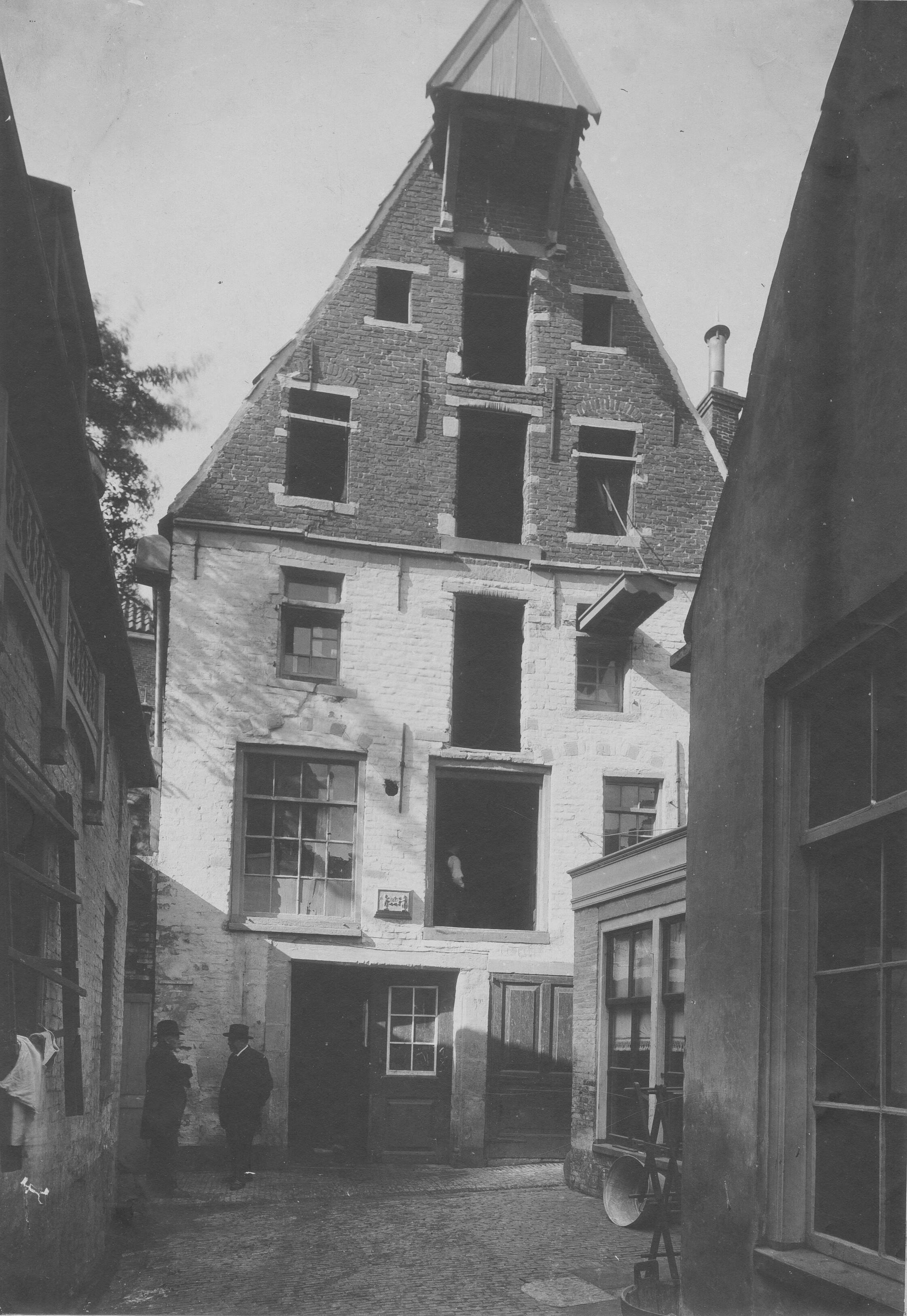
Pakhuis in ca. 1899 (foto: Kramer)
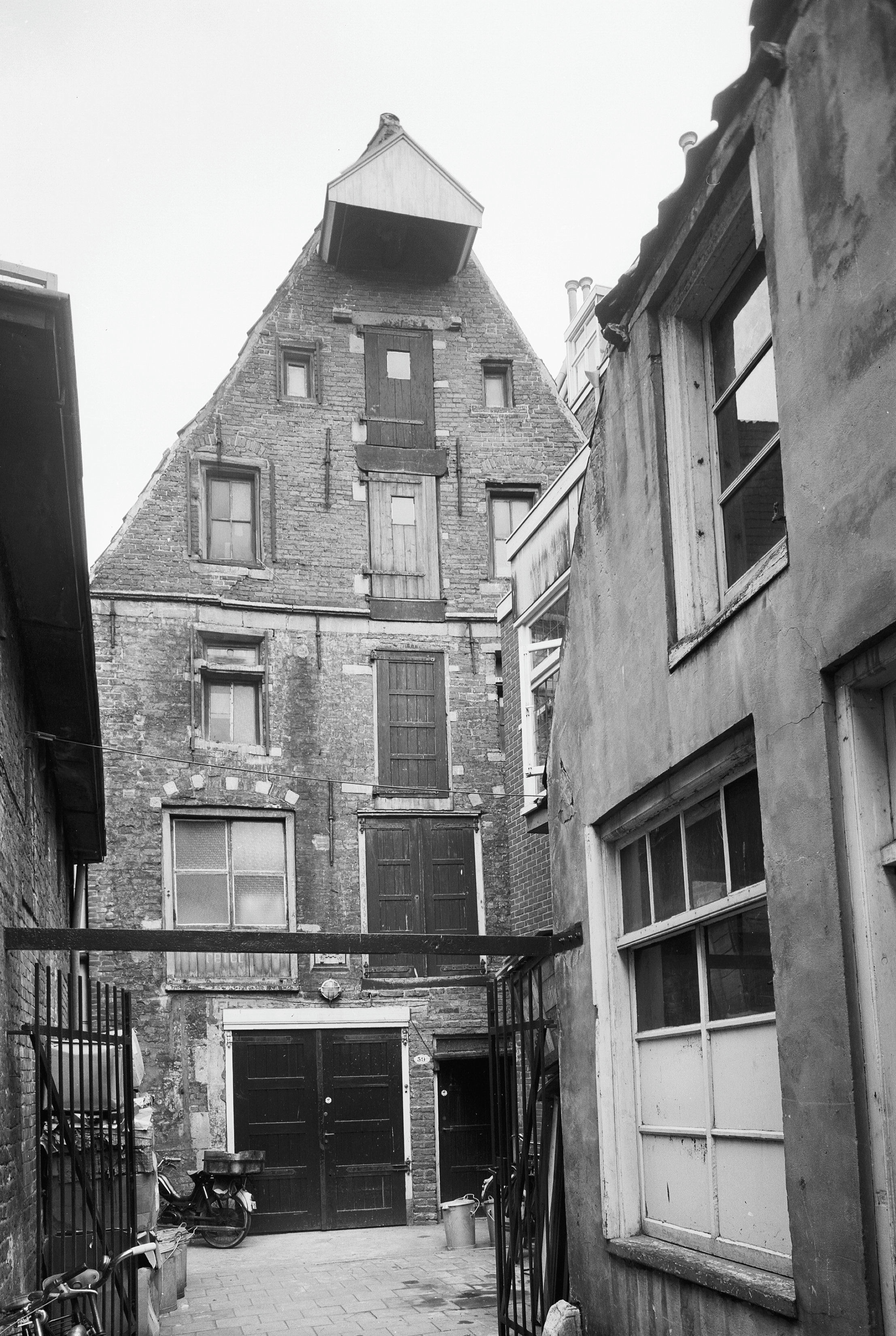
Pakhuis in 1966
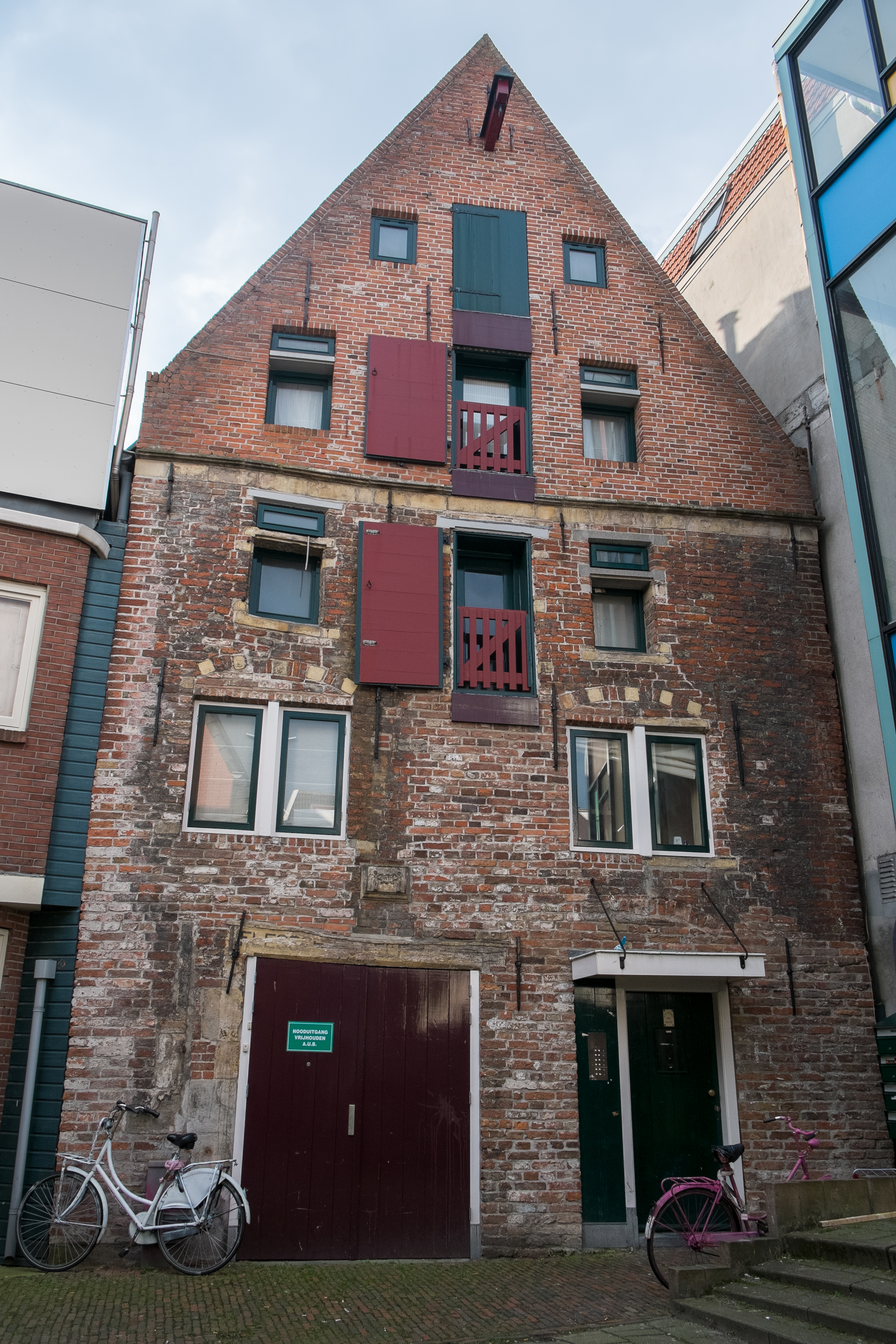
Pakhuis in 2014
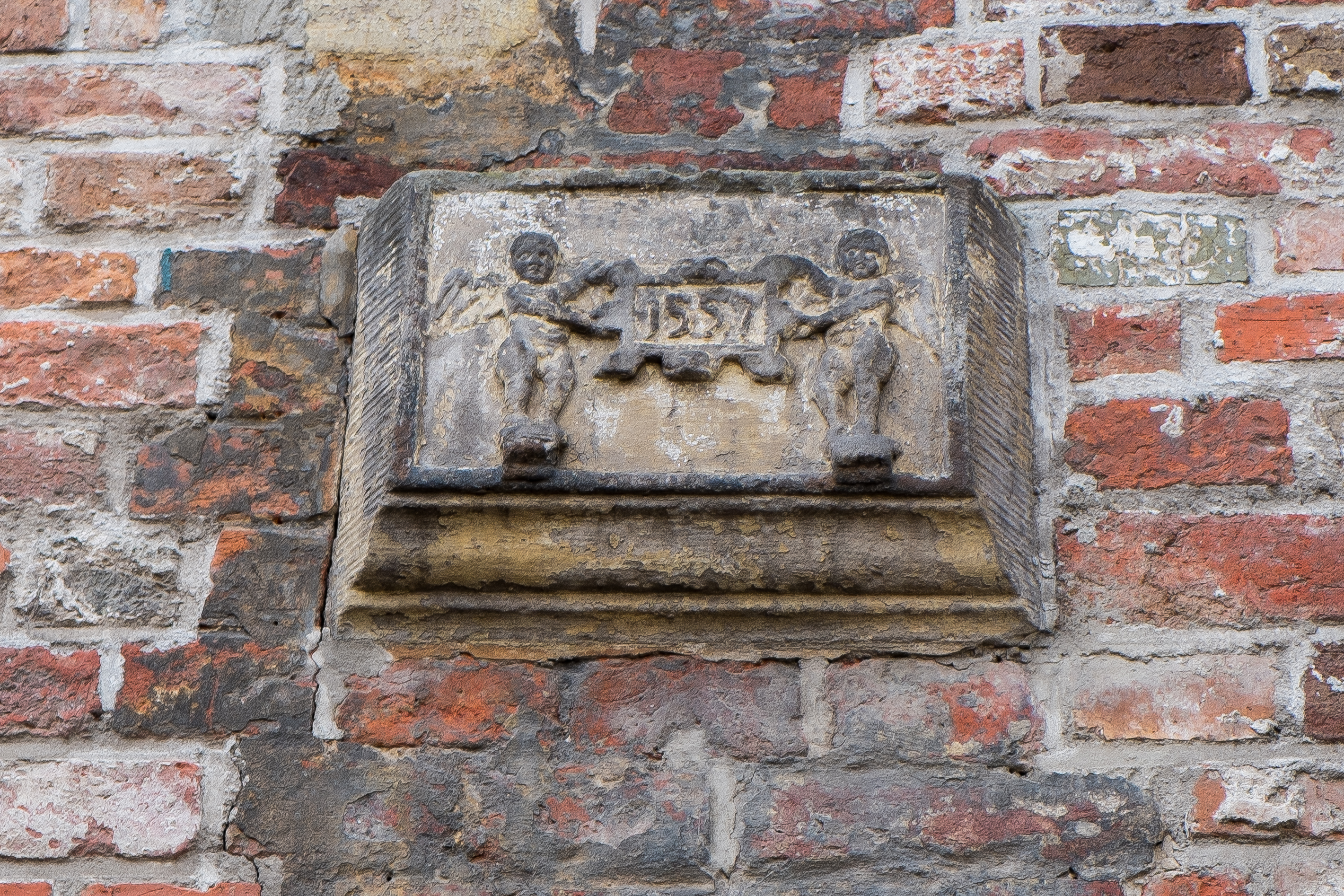
Close-up gevelsteen

Achter de Muur · 
Akerkhof · 
Akerkstraat · 
Broerstraat · 
Brugstraat ·
Bruine Ruiterstraat ·
Burchtstraat · 
Butjesstraat ·
Carolieweg ·
Coehoornsingel · 
Donkersgang · 
Driften · 
Emmaplein · 
Folkingestraat · 
Folkingedwarsstraat ·
Ganzevoortsingel · 
Gasthuisstraatje ·
Gedempte Kattendiep ·
Gedempte Zuiderdiep ·
Gelkingestraat ·
Grote Kromme Elleboog ·
Grote Markt ·
Guldenstraat ·
Guyotplein ·
Haddingestraat ·
Haddingedwarsstraat ·
Hardewikerstraat ·
Hereplein · 
Herebinnensingel ·
Heresingel ·
Herestraat ·
Hoekstraat ·
Hofstraat ·
Hoge der A ·
Hoogstraatje ·
Jacobijnerstraat ·
Kleine der A ·
Kattenhage ·
Kleine Kromme Elleboog ·
't Klooster ·
Kostersgang ·
Koude Gat ·
Kreupelstraat ·
Kwinkenplein ·
De Laan ·
Lage der A ·
Lopende Diep ·
Lutkenieuwstraat ·
Marktstraat ·
Martinikerkhof ·
Munnekeholm ·
Muurstraat ·
Naberstraat ·
Nieuwe Boteringestraat ·
Nieuwe Ebbingestraat ·
Nieuwe Kerkhof ·
Nieuwe Kijk in 't Jatstraat ·
Nieuwe Markt ·
Nieuwstad ·
Noorderhaven ·
Oosterstraat ·
Ossenmarkt ·
Oude Boteringestraat ·
Oude Ebbingestraat ·
Oude Kijk in 't Jatstraat ·
Papengang ·
Pausgang · 
Pelsterstraat ·
Peperstraat ·
Poelestraat ·
Praediniussingel ·
Rademarkt ·
Radesingel ·
Reitemakersrijge ·
Rode Weeshuisstraat ·
Schoolstraat · 
Schoolholm · 
Schuitemakersstraat ·
Schuitendiep · 
Sieboldsgang · 
Singelstraat · 
Sint Jansstraat ·
Sint Walburgstraat ·
Spilsluizen ·
Stationsstraat ·
Steentilstraat ·
Stoeldraaierstraat · 
Torenstraat · 
Turfstraat ·
Turfsingel ·
Turftorenstraat ·
Ubbo Emmiussingel ·
Vismarkt ·
Visserstraat ·
Waagstraat ·
Zoutstraat ·
Zwanestraat